# The Very Best of Kaoma
The Very Best of Kaoma – czwarty album studyjny francuskiego zespołu muzycznego Kaoma, wydana 17 lutego 2014 roku nakładem wytwórni płytowej Sound and Vision Recordings. Wydawnictwo zostało nagrane przy współpracy z Loalwą Braz.
Album promowały single „Paraiso” oraz „La lambada”.

## Lista utworów
Opracowano na podstawie materiału źródłowego.
1. „La lambada” (feat. Loalwa) – 3:25
2. „Paraiso” (feat. Loalwa) – 4:02
3. „Kimele” (feat. Loalwa) – 4:23
4. „C’est toi mon ile” (feat. Loalwa) – 3:41
5. „Funkarioca” (feat. Loalwa) – 3:26
6. „Ma rime” (feat. Loalwa) – 4:42
7. „O melhor do amor” (feat. Loalwa) – 4:05
8. „Tango delirio” (feat. Loalwa) – 3:20
9. „Tantas coisas” (feat. Loalwa) – 4:02
10. „Antonia” (feat. Loalwa) – 3:29
11. „La lambada” [Extended Version] (feat. Loalwa) – 4:33
12. „Paraiso” [Extended Version] (feat. Loalwa) – 5:15